# Schwimmtor

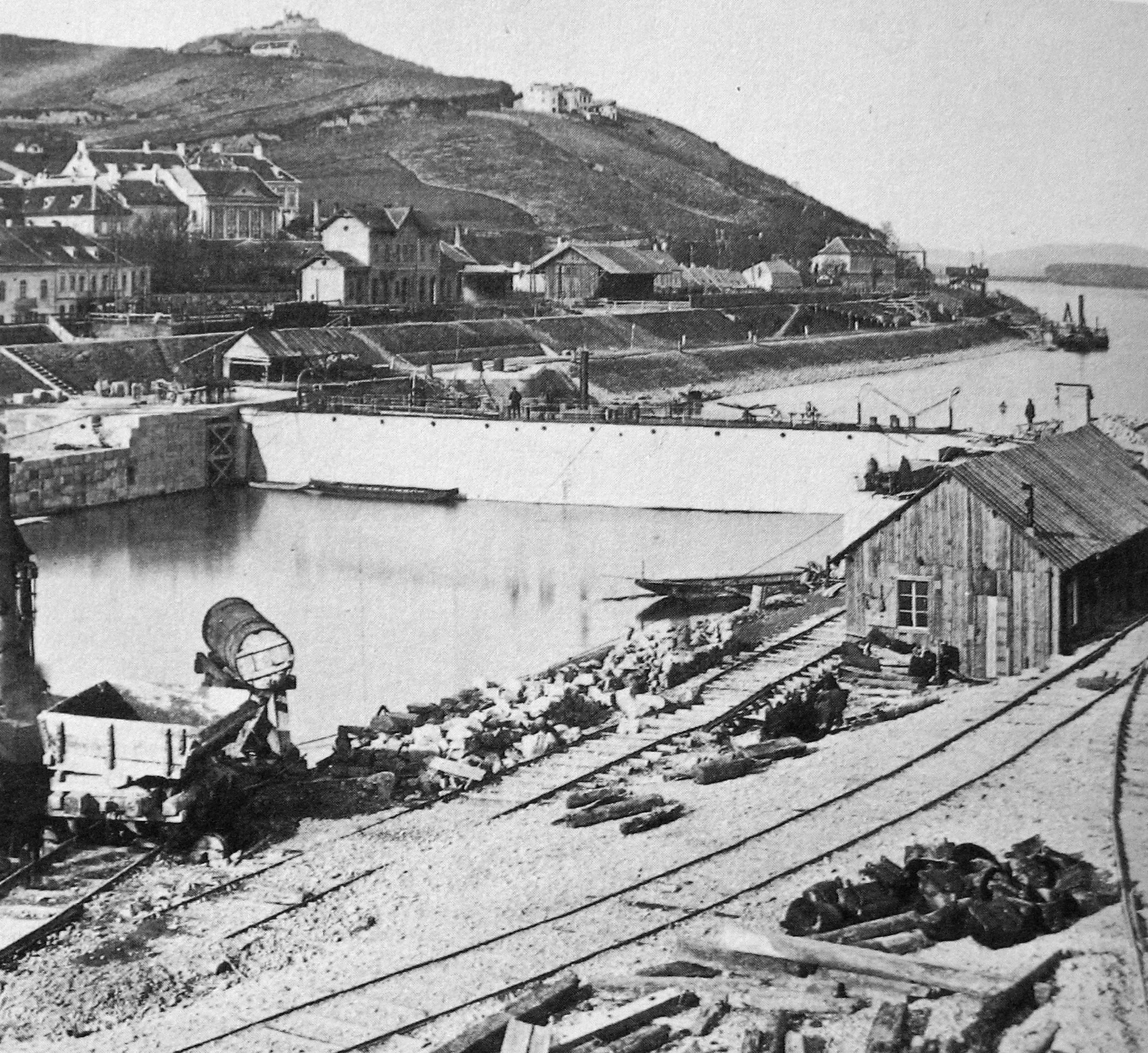
Das Schwimmtor im Jahr 1873

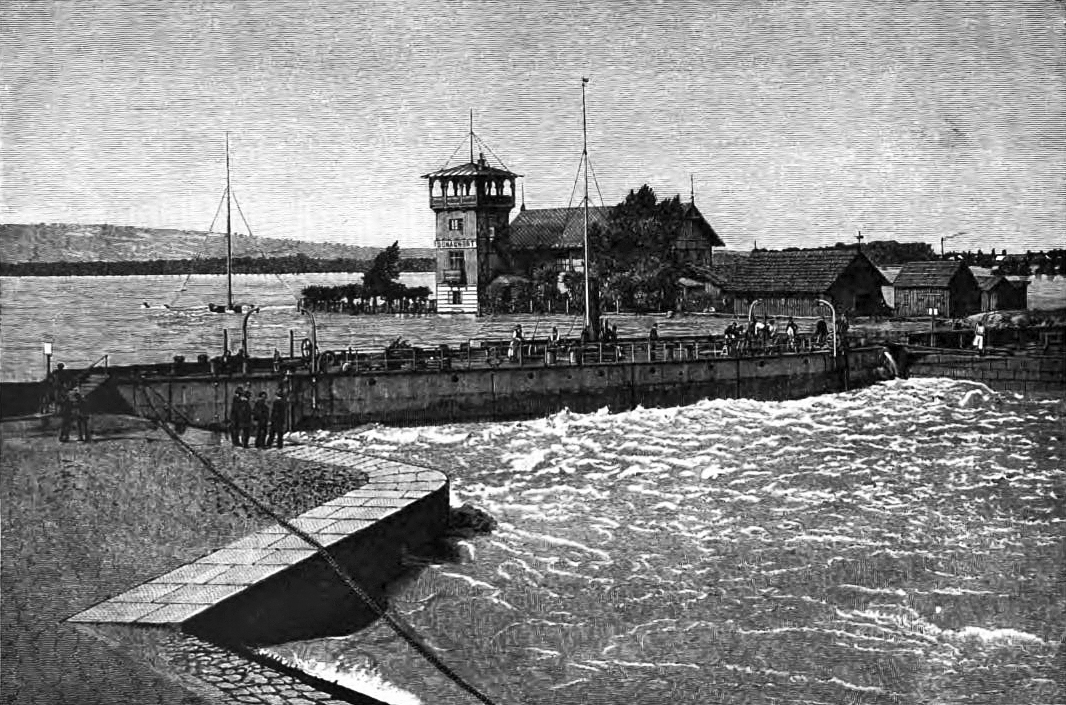
Das Schwimmtor bei Hochwasser, Anfang September 1890

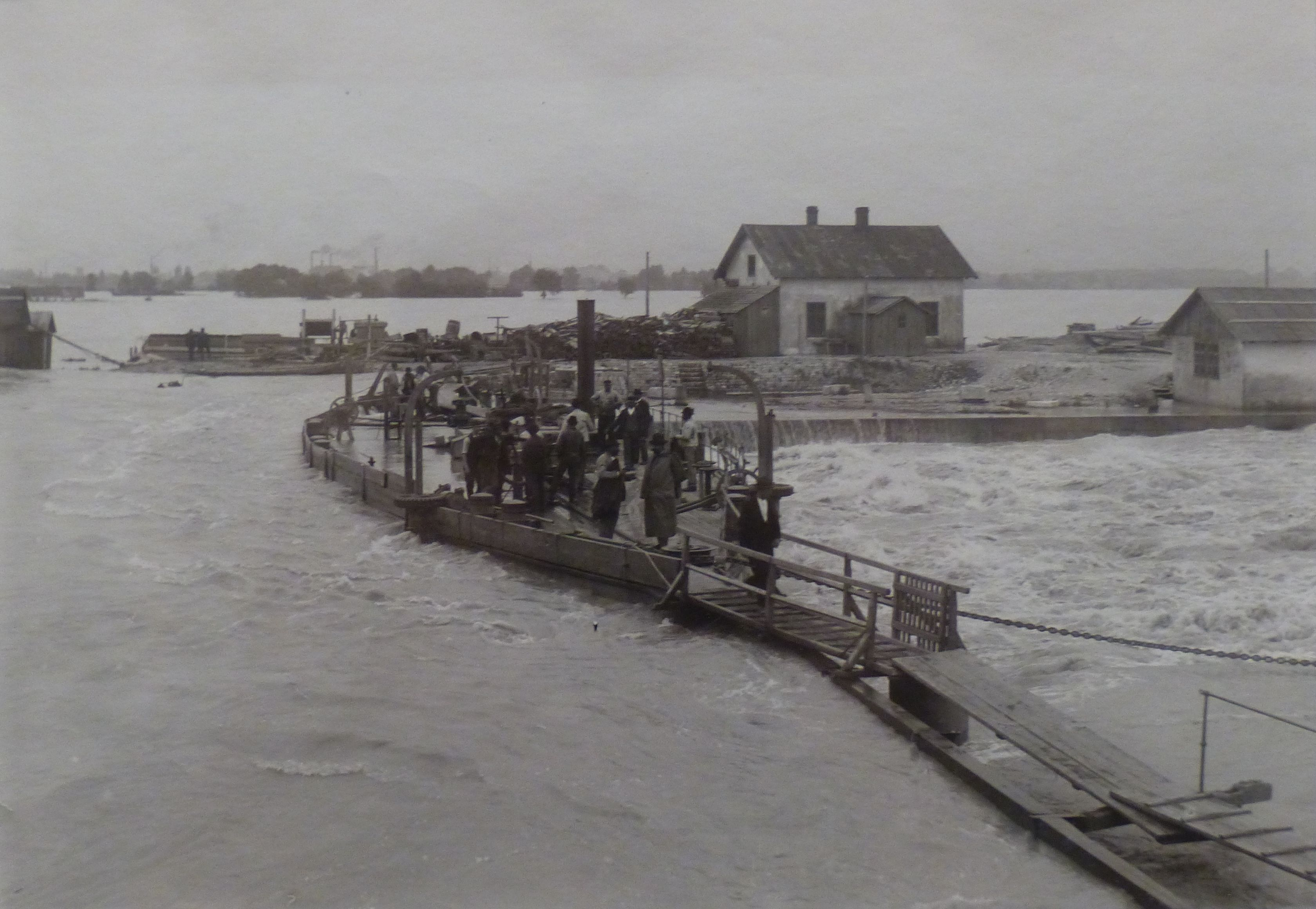
Hochwasser 1890

Das Schwimmtor, auch Sperrschiff genannt, diente dem Schutz der Gebiete entlang des Wiener Donaukanals vor Eisstößen und Überschwemmungen. Es wurde von Wilhelm Freiherr von Engerth konstruiert, am 13. Dezember 1873 in Betrieb genommen und nach dem Zweiten Weltkrieg schließlich verschrottet.

## Anlagewiderlager

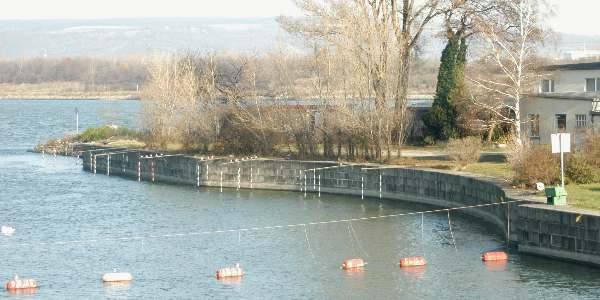
Anlegestelle für das Schwimmtor (Brigittenauer Ufer)

Die Achse des Schwimmtores wurde 166 Meter unterhalb des Brigittenauer Spitzes angesiedelt, da sich hier der Donaukanal ausreichend verengt hatte, um ein für die zu erwartenden Drücke, die Wasser und Eis ausüben würden, genügend stabiles Schiff bauen zu können.
Die linke (Brigittenauer) Kaimauer erhielt eine linsenförmige Einbuchtung, in der das Schwimmtor in der Zeit, in der es nicht benötigt wurde, vertäut wurde. Kurz unterhalb dieser Parkbucht sprang die Kaimauer Richtung Flussmitte vor. An dieser Ecke sollte sich im Ernstfall das Sperrschiff mit einem Ende abstützen.
Am rechten (Nußdorfer) Ufer war ein Abstützen an einer gleichartigen Mauerecke nicht möglich, da beim Öffnen der Absperrklause durch ein Ziehen des quer liegenden Schiffs gegen die Wasserströmung zu große Kräfte aufgetreten wären.
Daher wurde hier in die Kaimauer eine Nische eingebaut, die nach oben hin abgedeckt war. In dieser Nische befanden sich das Stemmtor und das Anlagetor.
Über ein Gangspill, das sich oben auf der Abdeckung befand und unten ein Zahnrad besaß, wurde das Stemmtor über eine Zahnstange nach außen gedreht und durch diese Drehbewegung wurde seinerseits das Anlagetor aus der Mauernische bewegt und bildete dadurch das zweite Widerlager für das Schwimmtor.
Sowohl das Stemmtor als auch das Anlagetor waren stählerne Fachwerkskonstruktionen, die die Kräfte aufnahmen und an die Kaimauer, an der sich das Stemmtor abstütze, weitergaben.
Um das Schwimmtor wieder zu öffnen, wurden über das Gangspill Stemm- und Anlagetor wieder in die Nische gedreht. Das Sperrschiff wurde darauf von der Strömung beiseite ans Brigittenauer Ufer getrieben.
Mittels Ballast konnte das Sperrschiff zum Absinken gebracht werden, durfte aber nicht auf dem Grund der 48,85 Meter breiten Absperrklause aufsitzen. Daher wurden vier aus Gusseisen gefertigte und mit Beton gefüllte Untersätze hergestellt, die eine Öffnung von 95 Zentimetern Höhe frei halten sollten.
Dadurch entstand eine große Strömungsgeschwindigkeit mit entsprechender Zerstörungskraft. Deshalb wurden die Untersätze auf eine Betonplatte von 126 Zentimeter Dicke und 30 Meter Länge aufgesetzt.

## Schwimmtor
Das Schwimmtor, auch Sperrschiff genannt, war ein antriebsloses und symmetrisches Schiff, das nur durch menschliche Kraft über Winden und die Strömung des Wassers im Donaukanal bewegt wurde, da Wilhelm Freiherr von Engerth die Errichtung einer dampfbetriebenen Seilwinde wegen der hohen Kosten ablehnte.
Hergestellt wurde es im Stahlwerk John Cockerill in Seraing (Belgien) unter der Leitung von Chef-Ingenieur J. Ritter von Kraft, einem Österreicher. Zusammengebaut wurde das Schiff in der Schiffswerft in Linz (Oberösterreich).
- Maße:

Länge: 48,6 Meter
Größte Breite: 9,5 Meter
Breite an den Enden: 1,0 Meter
Höhe: 5,7 Meter
Gewicht: 440 Tonnen
Die Stahlbleche an den geraden Wänden und am Boden waren 10 bis 12 Millimeter stark und vernietet.
- Ausstattung:

Dampfkessel (Röhrenkessel) mit 30 Quadratmeter Heizfläche
Zwei Zentrifugalpumpen (je 165 Kubikmeter Wasser Förderleistung pro Stunde)
Zwei handbetriebene Leckpumpen
händischer Ballastverladungsapparat für Ballaststeine (beladen: 1.000 Steine pro Stunde, entladen: 600 Steine pro Stunde)
Dampfheizung, die das Einfrieren der Rohrleitungen von und zu den Pumpen sowie der Ventile verhindern sollte.
Als Ballast waren 2.000 Kilogramm Gusseisen ständig an Bord, bis zu 1.200 Granitsteinwürfel mit je 17,5 Kilogramm wurden ebenso je nach Bedarf geladen wie die Wassertanks geflutet wurden, um den jeweils erforderlichen Tiefgang zu erreichen.
Der Einsatz des Schwimmtors wurde vom Pegelstand bei der Ferdinandsbrücke – der heutigen Schwedenbrücke – abhängig gemacht.
Mittels Ballast „versenkt“ wurde das Schwimmtor bei Hochwasser, wobei aber das Schiff nicht völlig auf Grund aufsitzen durfte. Die Sinktiefe des Schwimmtors musste aber auch ständig dem jeweiligen Pegelstand der Donau angepasst werden.
Um vor Treibeis oder Eisstößen zu schützen, genügte es, wenn das Schwimmtor quer zum Donaukanal zwischen den beiden Widerlagern vertäut war. Durch die gerade ausgeführten Seitenwände des Schiffs wurden kaum Eisschollen unter dem Sperrschiff durchgedrückt. Wichtig war, dass das Schwimmtor dem jeweiligen Wasserstand entsprechend mitsteigen oder -sinken konnte.
Nach mehrjährigem Gebrauch machte man die Erfahrung, dass das Schiff dem Zwecke nicht entspreche und ließ im Sommer 1878 in der Alt-Ofener Werft (⊙) Nachbesserungen vornehmen, die mit 60.000 Gulden zu Buche schlugen. (1873 hatten sich die Kosten für Sperrschiff samt Uferschutzbauten auf 500.000 Gulden belaufen.)
Später wurde das Schwimmtor noch mit zusätzlichen „Eisnadeln“ ausgestattet. Bei diesen handelte es sich um Stahlstangen, die an der Schiffswand befestigt wurden, bis zum Boden reichten und als Rechen dienten.

## Nußdorfer Wehr- und Schleusenanlage
Nach der Fertigstellung der Nußdorfer Sperranlage (Nußdorfer Wehr und Nußdorfer Schleuse) wurde bis in den Ersten Weltkrieg das Schwimmtor weiterhin verwendet. Erst nach dem Zweiten Weltkrieg wurde dieses verschrottet.
Bis heute erhalten geblieben sind die baulichen Maßnahmen an den Kaimauern. Am Brigittenauer Ufer ist nach wie vor die linsenförmige Einbuchtung in der Kaimauer sowie die Ecke zur Abstützung zu sehen wie auch am Nußdorfer Ufer die Mauernische, die das Stemmtor und das Abstütztor aufgenommen hatte. Erhalten geblieben ist auch das Gangspill, mit welchem diese Konstruktion bewegt wurde.